# مرسک‌لاین
مرسک‌لاین (انگلیسی: Maersk Line) شرکت کشتیرانی دانمارکی است، که در سال ۱۹۲۸ تأسیس شد.